# Barichneumon limpidipennis
Barichneumon limpidipennis là một loài tò vò trong họ Ichneumonidae.